# オーストラリアセックス党
オーストラリアセックス党（英語: Australian Sex Party）は、かつて存在したオーストラリアの政党。
2008年にオーストラリアのメルボルンで開かれた性の展示会セクスポ内にて公式に設立され、2009年8月にオーストラリア選挙委員会により政党としての認可を受けた。設立のきっかけとなったのはオーストラリア国内でインターネットのフィルタリング義務化が決定したためで、成人ならばだれでも購入できる画像がネット上で閲覧できないのはおかしいと主張した。
オーストラリア国内で成人向けの製品や娯楽産業の活動を行っている協会、エロス協会との関係が深く、党首のフィオナ・パッテンはこの協会の会長で、協会のメディアディレクターもこの党の党員の一人であった。
2009年11月には下院に当たる代議院の選挙でヒギンズ選挙区と、ブラッドフィールド選挙区に党首のフィオナ・パッテンを含む2人が出馬、それぞれが総投票数のうちの3パーセント以上を獲得し、10人の出馬者中で4位と、22人の出馬者中3位に入った。2014年には、党首のパッテンがビクトリア州上院議員に当選した。
2015年5月5日には、党員500人以上という政党要件を満たしている証拠が示されなかったとして、連邦規模での政党登録を一時取り消されたが、7月に再登録が認められた。
2017年、オーストラリア・サイクリスト党と合流して理性党となった。